# Piz Urlaun
Der Piz Urlaun ist ein Berg in den Glarner Alpen der Schweiz.
Sein Gipfel ist 3358 m ü. M. hoch; in seiner unmittelbaren Nähe stossen die Gebiete der Gemeinden Sumvitg im Südwesten, Trun im Südosten und Glarus Süd im Norden zusammen.
Die Erstbesteigung erfolgte im Jahr 1793 durch Pater Placidus a Spescha. Im Jahr 1920 stürzten zwei Flugboote über der Schweiz bei der Überführung von Italien nach Finnland ab, eines davon am Piz Urlaun.

## Fussnoten
1. ↑  Charles Knapp, Maurice Borel, Victor Attinger, Heinrich Brunner, Société neuchâteloise de géographie (Hrsg.): Geographisches Lexikon der Schweiz. Band 6: Tavetsch Val – Zybachsplatte, Supplement – letzte Ergaenzungen – Anhang. Verlag Gebrüder Attinger, Neuenburg 1910, S. 286, Stichwort Urlaun (Piz)  (Scan der Lexikon-Seite).